# Bactrocera papayae
Bactrocera papayae Drew & Hancock, 2000 é uma espécie de mosca-da-fruta pertencente à família Tephritidae cujas larvas afectam uma grande variedade de hospedeiros, tanto entre as plantas cultivadas como silvestres.